# Breg pri Polzeli
Breg pri Polzeli – wieś w Słowenii, w gminie Polzela. 1 stycznia 2017 liczyła 1000 mieszkańców.